# Koreno nad Horjulom
Koreno nad Horjulom – wieś w Słowenii, w gminie Horjul. 1 stycznia 2017 liczyła 106 mieszkańców.